# 요코야마댐

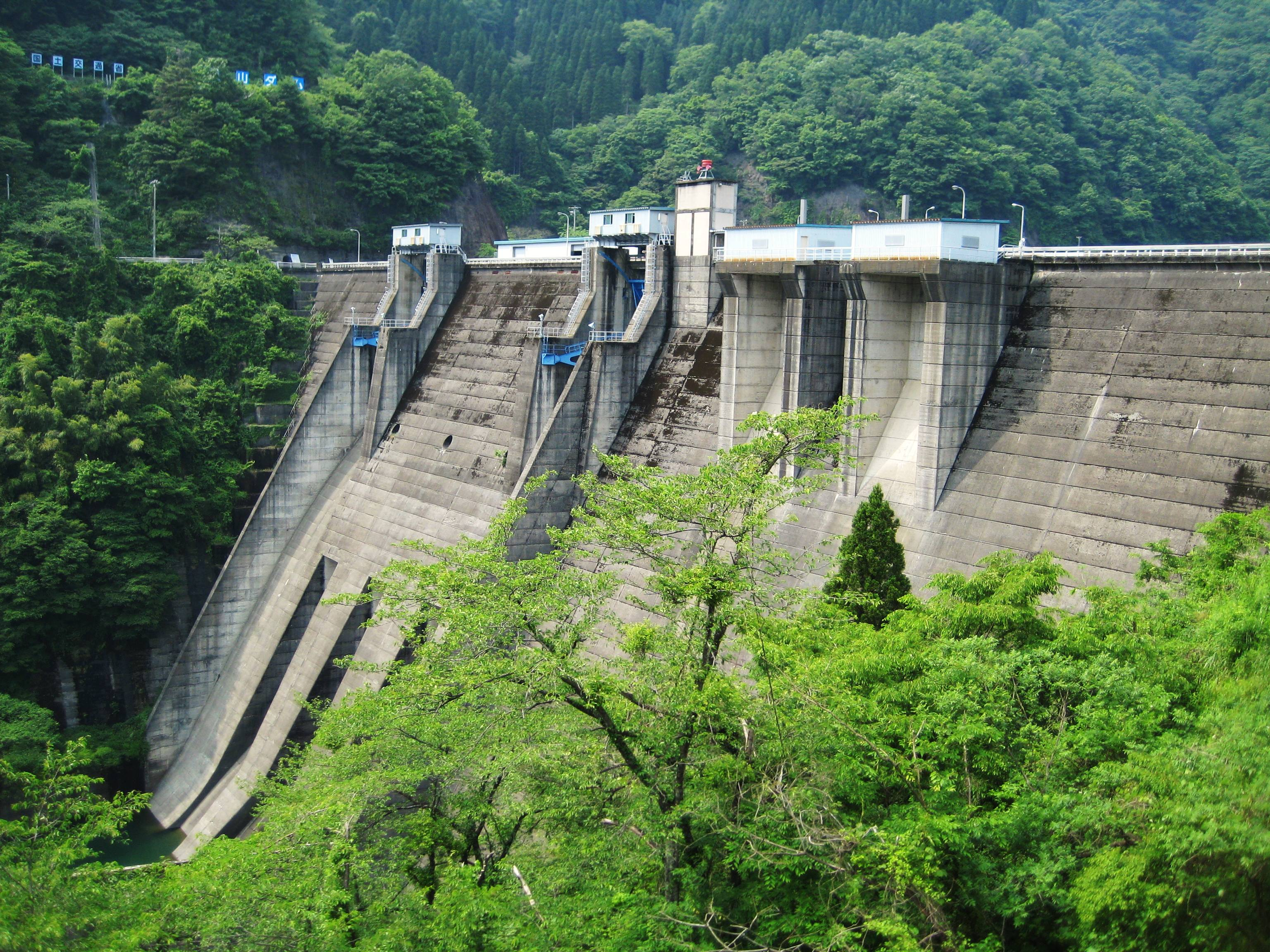
요코야마 댐.

요코야마 댐(横山ダム)은 일본 기후현 이비가와정에 위치한 댐이다.